# Vittorio De Sisti
Vittorio De Sisti (Derna, 23 novembre 1940 – Roma, 22 aprile 2006) è stato un regista italiano.

## Biografia
Vittorio De Sisti inizia la carriera registica nel 1965 in qualità di aiuto regista dopo essersi diplomato al Centro sperimentale di cinematografia di Roma; alla fine degli anni sessanta si specializza nel genere della commedia sexy all'italiana.
Nella prima metà degli anni ottanta Vittorio De Sisti passa anche alla regia televisiva dirigendo serie TV di tematiche diverse, spaziando dal genere noir alla commedia leggera.

### Vita privata
Era sposato con la scrittrice e attrice teatrale Lucia Vasilicò.

## Filmografia

### Cinema
- Scusi, lei conosce il sesso? (1968)
- Inghilterra nuda (1969)
- L'interrogatorio (1970)
- Fiorina la vacca (1972)
- Quando la preda è l'uomo (1972)
- Quando l'amore è sensualità (1973)
- Sesso in confessionale (1974)
- Lezioni private (1975)
- Rock'n'roll (1978)
- La supplente va in città (1979)
- Dance Music (1984)
- Delitti e profumi (1988)
- Volare! (1997)

### Televisione
- La felicità – sceneggiato televisivo (1981)
- Casa Cecilia – serie TV (1982-1987)
- I veleni dei Gonzaga – film TV (1984)
- Un uomo in trappola – miniserie TV (1985)
- Cinecittà Cinecittà – miniserie TV (1985)
- Professione vacanze – serie TV (1986)
- Tutti in palestra – miniserie TV (1987)
- L'eterna giovinezza – film TV (1988)
- Il colore della vittoria – miniserie TV (1990)
- Un inviato molto speciale – serie TV (1992)
- Occhio di falco – serie TV (1996)
- Professione fantasma – serie TV (1997)
- Orgoglio – serie TV (2003-2004)
- Gente di mare – serie TV (2005)